# Spedizione Discovery
La spedizione Discovery (in inglese Discovery Expedition) conosciuta anche come spedizione nazionale antartica britannica, 1901-04 (British National Antarctic Expedition 1901-04) è stata la prima missione esplorativa britannica diretta verso le regioni antartiche, Deve il suo nome alla Discovery, la nave utilizzata per raggiungere l'Antartide nel viaggio di James Clark Ross sessanta anni prima. 
Organizzata su vasta scala grazie all'apporto congiunto della Royal Society e della Royal Geographical Society (RGS), la spedizione aveva come obiettivo una serie di ricerche scientifiche e di esplorazioni geografiche in un continente allora per massima parte sconosciuto. È stata inoltre il trampolino di lancio per molti degli esploratori che hanno contribuito al mito dell'epoca eroica dell'esplorazione antartica, inclusi Robert Falcon Scott (comandante della missione), Ernest Henry Shackleton, Edward Adrian Wilson, Frank Wild, Tom Crean e William Lashly.
I risultati scientifici coprirono diversi aspetti della biologia, della zoologia, della geologia, della meteorologia e del magnetismo. Importanti scoperte geologiche e zoologiche inclusero l'individuazione delle valli secche McMurdo, una vasta area libera dai ghiacci e la colonia di pinguini imperatore di capo Crozier. Dal punto di vista geografico venne scoperta la terra di re Edward VII ed un passaggio per l'Altopiano Antartico dai Monti Transantartici. La spedizione non fece invece un serio tentativo di raggiungere il Polo sud limitandosi a stabilire un nuovo Furthest South a 82°17'S.
Riferimento per tutte le successive esplorazioni antartiche, la spedizione Discovery fu una pietra miliare dell'esplorazione britannica del continente e venne celebrata come un grande successo anche se aveva necessitato una speciale e costosa missione di soccorso per liberare la Discovery bloccata dalla banchisa e la qualità dei dati scientifici raccolti venne messa in discussione. È stato asserito che il maggior fallimento della missione fu l'incapacità di muoversi efficacemente ed efficientemente nella distesa polare utilizzando congiuntamente sci e cani da slitta, un'eredità che inciderà pesantemente su tutte le missioni britanniche dell'Epoca Eroica.

## Preparativi

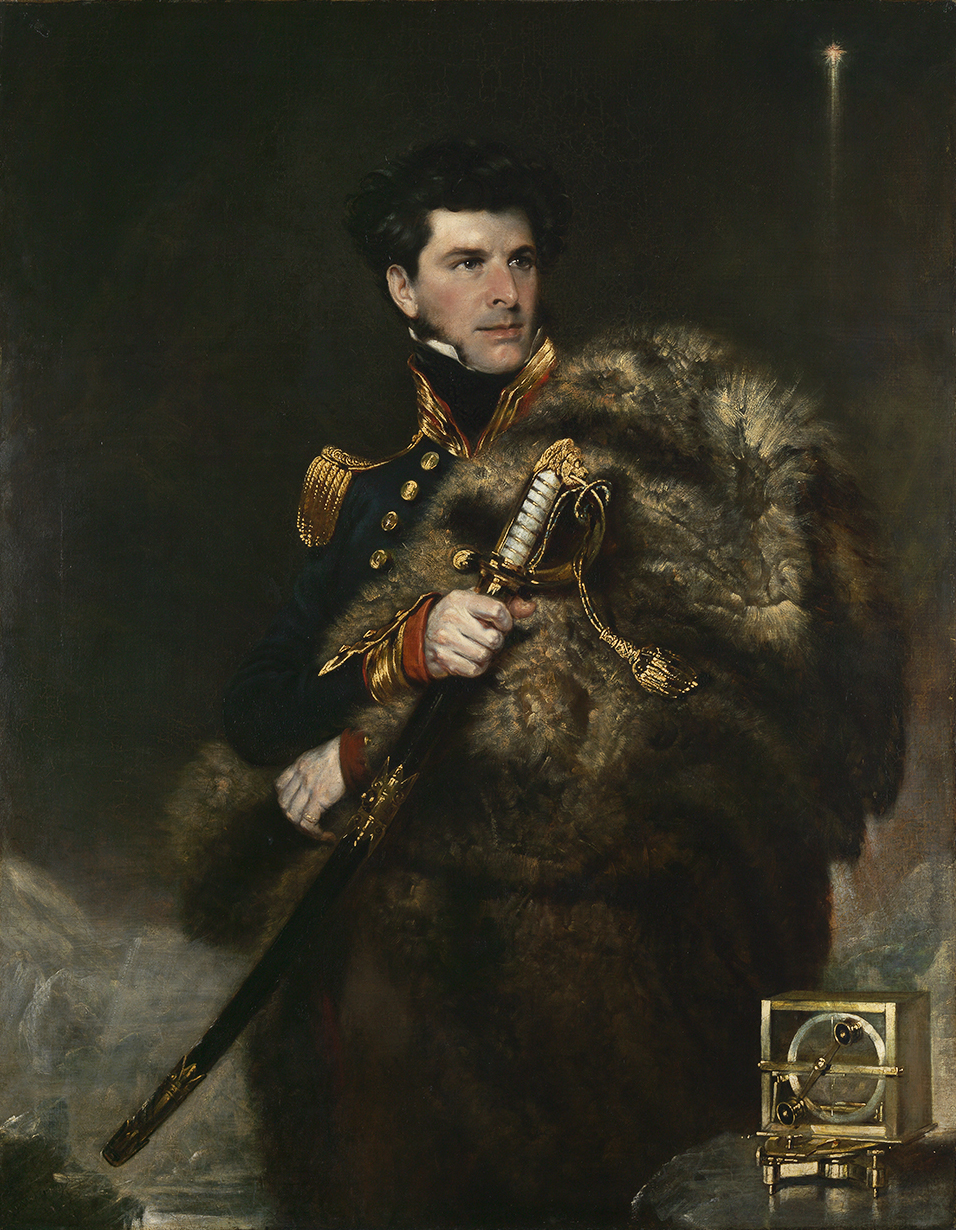
Il capitano della Royal Navy James Clark Ross.

### Il contesto
Tra il 1839 ed il 1843 il capitano della Royal Navy James Clark Ross al comando delle navi HMS Erebus e HMS Terror completa tre viaggi intorno all'Antartide. Durante le sue esplorazioni scopre un nuovo settore del continente che sarà teatro di diverse spedizioni britanniche negli anni successivi, inclusa la Discovery.
Ross determina la geografia generale della regione e dà il nome a diversi luoghi compresi il mare di Ross, la Grande Barriera (o semplicemente Barriera e successivamente chiamata barriera di Ross), l'isola di Ross, capo Adare, la terra della regina Victoria, il canale McMurdo, capo Crozier e due vulcani: il monte Erebus (in attività) ed il monte Terror (estinto). Ross fa ritorno diverse volte alla Barriera nella speranza di poter avanzare verso il Polo, ma riesce soltanto a stabilire un nuovo Farthest South a 78°10' nel febbraio 1842 e pur ipotizzando l'esistenza di terraferma nella zona orientale della Barriera, non riesce ad avvistarla.
Dopo la partenza di Ross, il settore da lui esplorato rimane inviolato per altri cinquanta anni, sino al gennaio 1895 quando una nave baleniera norvegese, l'Antarctic, fa una breve sosta a capo Adare, limite settentrionale della terra della regina Victoria. Quattro anni dopo, Carsten Borchgrevink che aveva partecipato allo sbarco torna nuovamente nell'area con la spedizione Southern Cross finanziata con 35 000 sterline dal magnate britannico George Newnes Borchgrevink raggiunge capo Adare nel febbraio 1899 e vi costruisce un piccolo rifugio per trascorrervi l'inverno. Nell'estate successiva salpa per sbarcare più a sud e proseguire sulla superficie della Barriera con l'aiuto dei cani da slitta e stabilire un nuovo Furthest South a 78°50'.
La spedizione Discovery venne pianificata in un momento di forte interesse per le regioni antartiche. Governi e privati finanziarono diverse missioni con lo scopo di calcolare la popolazione di balene e foche e per investigare sul potenziale minerario dell'area. Nello stesso periodo della Discovery, il tedesco Erich von Drygalski diresse la sua spedizione Gauss nella costa antartica che si affaccia sull'Oceano Indiano mentre lo svedese Otto Nordenskjöld esplorò la terra di Graham. La Francia inviò Jean-Baptiste Charcot nella penisola Antartica mentre William Speirs Bruce conduceva le sue osservazioni nel mare di Weddell.

### La Royal Navy, Markham e Scott

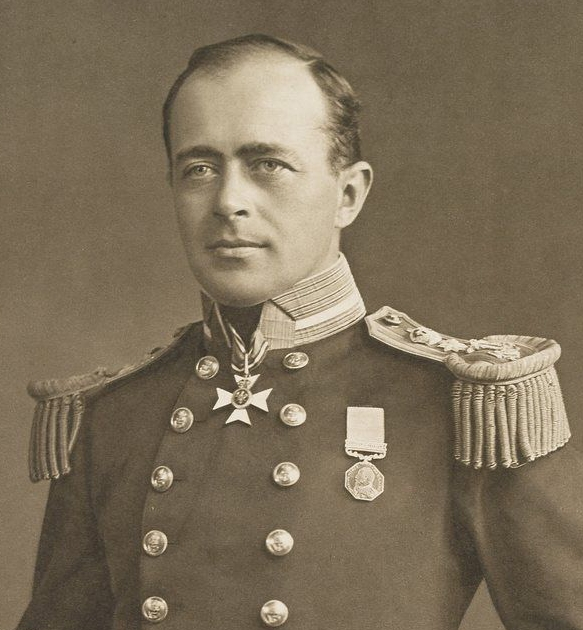
Robert Falcom Scott.

Sotto l'influenza di John Barrow, secondo segretario dell'Ammiragliato, l'esplorazione polare divenne la maggiore attività della Royal Navy nel periodo di pace che seguì le guerre napoleoniche. La spinta si fece meno intensa dopo la scomparsa nel 1845 della spedizione Franklin e delle infruttuose missioni di ricerca dei superstiti. Dopo le problematiche avute negli anni 1874–76 da George Nares durante la sua spedizione al Polo Nord che lo portarono a dichiarare il Polo come "impraticabile", l'Ammiragliato iniziò a considerare le missioni polari come pericolose, costose e futili.
D'altronde, il segretario (e successivo presidente) della Royal Geographical Society (RGS) Clements Markham aveva preso parte ad un tentativo di salvataggio della spedizione di Franklin del 1851 ed accompagnato Nares in parte della sua spedizione diventandone un difensore della sua importanza storica. Un'opportunità far tornare il Polo sotto i riflettori si presentò nel 1893 quando il biologo John Murray che aveva esplorato i mari antartici qualche decade prima presentò alla RGS l'articolo "The Renewal of Antarctic Exploration" dove chiedeva una ripresa su vasta scala dell'esplorazione antartica per il bene della scienza britannica. Tale tesi venne fortemente supportata, sia da Markham che dalla maggiore società scientifica britannica, la Royal Society. Una commissione congiunta tra le due Societies venne incaricata di definire i dettagli della spedizione. L'idea di Markham di un'esplorazione organizzata dalla marina sullo stile di quella di Ross o di Franklin venne inizialmente osteggiata dalla commissione, ma con la sua tenacia Markham riuscì ad ottenere una missione modellata essenzialmente sui suoi desideri. Il suo biografo (e cugino) scriverà che la spedizione «nasceva dalla sua mente, ed ora prodotto della sua energia».
Era uso di Markham di annotare i nomi di promettenti giovani ufficiali della marina che sarebbero potuti essere adatti per eventuali future missioni polari. Il primo della lista era l'aspirante guardiamarina Robert Falcon Scott conosciuto nel 1887 quando era in servizio sulla HMS Rover a St. Kitts. Tredici anni dopo, Scott, tenente sulla HMS Majestic era alla ricerca di un'occasione per far carriera ed un incontro con Clements a Londra gli permise di offrirsi per il comando della spedizione. Sebbene Markham conoscesse da molte tempo Scott, questi non era necessariamente la sua prima scelta, ma gli altri possibili candidati erano diventati, a suo avviso, troppo anziani o non erano più disposti a partire. Con il determinante supporto di Markham, a Scott venne affidato il comando della spedizione il 25 maggio 1900 e poco dopo promosso a capitano di fregata.

### Scienza e avventura

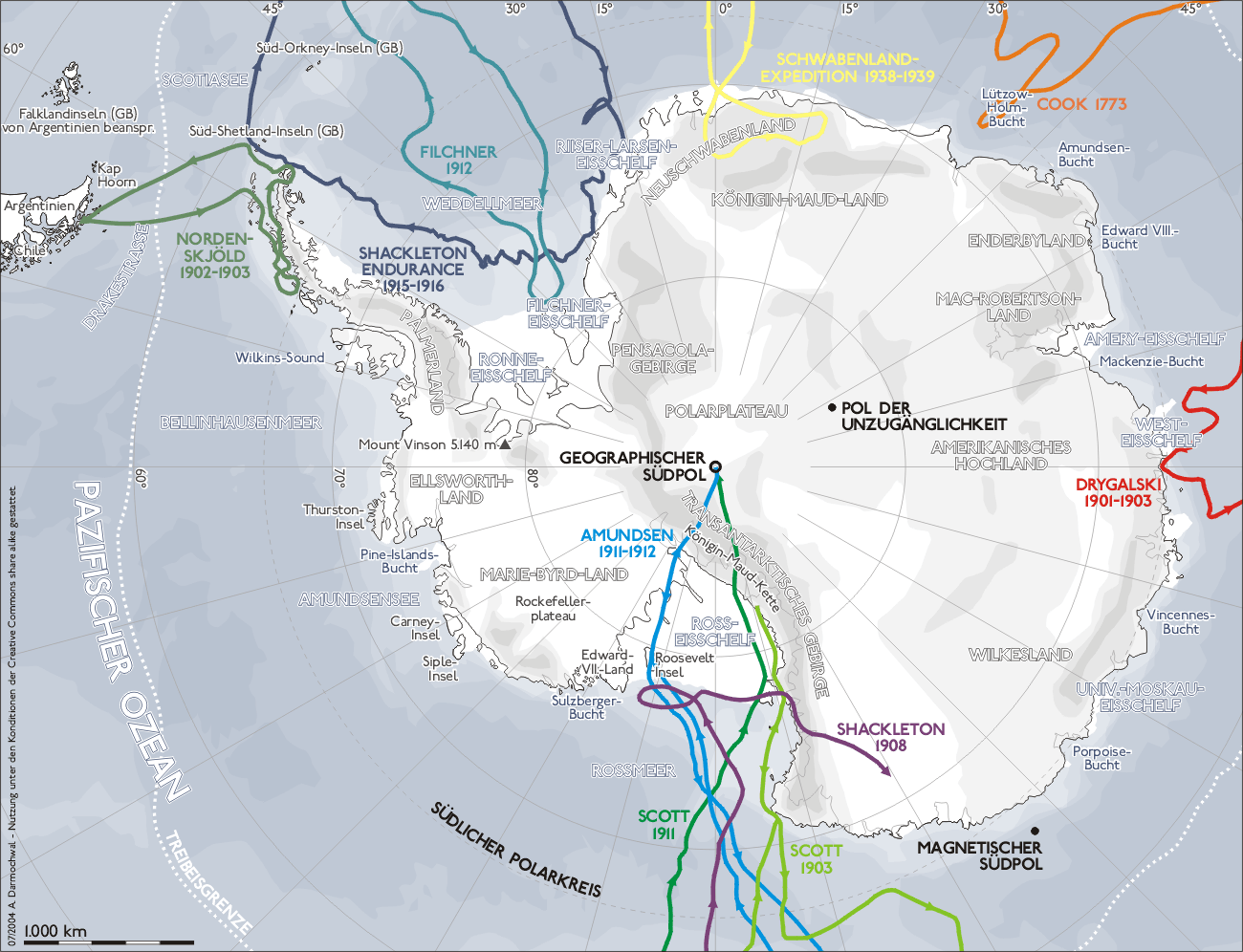
Il percorso della spedizione.

Scelto il comandante, occorreva ancora definire l'organigramma. Markham era determinato ad ottenere che tutti i comandanti principali fossero ufficiali della marina, non scienziati. Scott scrive a Markham poco dopo la sua nomina che «deve avere il completo comando sulla nave e sui gruppi che sbarcheranno» insistendo per venir consultato per l'assegnazione di tutti gli incarichi. La commissione congiunta, con l'approvazione di Markham, aveva però assegnato la direzione scientifica della spedizione a John Walter Gregory, professore di geologia all'Università di Melbourne, già assistente geologo al British Museum. A Gregory, grazie ai componenti della Royal Society della commissione congiunta, era assegnato il comando degli uomini una volta sbarcati sul continente mentre «.. il Capitano avrebbe dovuto dare l'assistenza necessaria per dragare i fondali etc. e di posizionare le scialuppe dove richiesto dal personale scientifico». Nella disputa che ne seguì Markham sostenne che il comando di Scott sull'intera missione doveva essere totale e senza ambiguità, sulla stessa linea Scott che arrivò a minacciare le dimissioni. La loro linea prevalse e Gregory si dimise, scrivendo che l'attività scientifica non dovrebbe essere «subordinata all'avventura navale».
Questa controversia contribuì ad incrinare le relazioni tra le due Societies che si tradurrà dopo la spedizione in una critica sulla rilevanza e la qualità di alcuni dei risultati scientifici pubblicati. Markham sostenne che la sua insistenza per un comando completamente navale era una questione di tradizione e di stile, più che una volontà di relegare la scienza in secondo piano.

## L'equipaggio

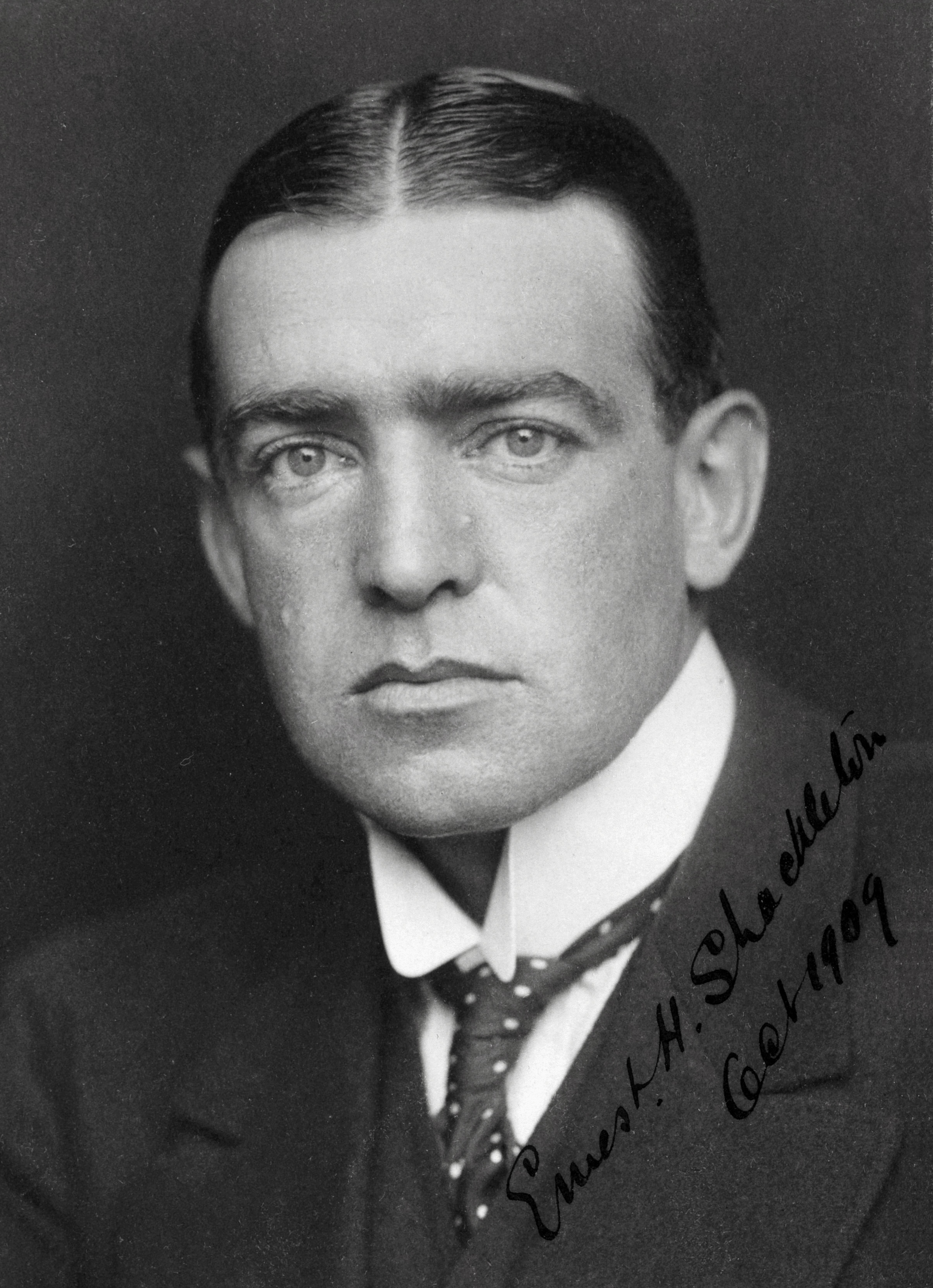
Ernest Shackleton, terzo ufficiale sul Discovery

Markham sperava di riuscire a mettere insieme un equipaggio completamente formato da uomini della Royal Navy, ma l'Ammiragliato lo avvertì che «le attuali esigenze di servizio impediranno [alla Navy] di distaccarvi ufficiali..». Tuttavia lo stesso Ammiragliato acconsentì immediatamente al distacco di Scott e Charles Royds e successivamente permise a Michael Barne e Reginald Skelton di unirsi alla spedizione. Gli ufficiali rimanenti vennero reclutati dalla marina mercantile, incluso Albert Armitage, secondo in comando nella spedizione artica Jackson–Harmsworth del 1894–97 ed Ernest Henry Shackleton, terzo ufficiale responsabile dei magazzini e delle provviste nonché degli intrattenimenti per l'equipaggio. L'Ammiragliato permise inoltre ad una ventina di marinai di far parte dell'equipaggio che venne completato da uomini del servizio mercantile e da civili. Molti di essi diventeranno dei veterani dell'Antartide, tra essi Frank Wild, William Lashly, Thomas Crean (che si unì alla spedizione a seguito della diserzione di un marinaio in Nuova Zelanda), Edgar Evans e Ernest Joyce. Anche se la missione non era formalmente un'operazione della Royal Navy, Scott fece firmare all'equipaggio un accordo dove si sottomettevano volontariamente ai codici di condotta vigenti nella Navy e riassunti nel Naval Discipline Act.
Il team scientifico era composto da personale senza particolari esperienze. A George Murray, successore di Gregory nel ruolo di scienziato-capo, non era richiesto di viaggiare oltre l'Australia (infatti lasciò la nave a Città del Capo), ma solo di utilizzare il tempo della traversata per addestrare gli scienziati che sarebbero andati in Antartide. Il solo scienziato con precedente esperienza antartica era Louis Bernacchi, già meteorologo ed esperto di magnetismo di Borchgrevink. Il geologo, Hartley Ferrar, era un ventiduenne da poco laureatosi a Cambridge di cui Markham diceva che «doveva ancora farsi uomo». Il biologo marino, Thomas Hodgson, proveniente dal Plymouth Museum era invece più maturo, così come uno dei medici, Reginald Koettlitz che con 39 anni era il più anziano della spedizione. L'altro medico, nonché zoologo era Edward Adrian Wilson che si guadagno la fiducia di Scott grazie alle sue qualità calma, pazienza e distacco che spesso mancavano allo stesso Scott.

## Organizzazione ed obiettivi

### I finanziamenti
Il costo totale della spedizione venne stimato in 90 000 £(equivalenti a 7,25 milioni di sterline del 2009) di cui 45 000 offerte dal governo britannico a patto che le Societies riuscissero a trovare i finanziamenti mancanti. L'obiettivo venne raggiunto principalmente grazie al contributo di 25 000 £ da parte di Llewellyn Longstaff, ricco membro della RGS. La stessa RGS contribuì con 8 000 £, il più grande finanziamento ad una singola missione sino a quel momento e 5 000 £ da Alfred Harmsworth, successivamente Lord Northcliffe, già finanziatore della spedizione Jackson-Harmsworth in Artide del 1894–97.. La restante cifra fu trovata grazie a piccole donazioni. La spedizione beneficiò anche di diversi sponsor commerciali: Colman's fornì senape e farina, Cadbury's 3 500 lb (circa 1 600 kg) di cioccolato, Bird's lievito, Bovril estratto di manzo e diverse altre aziende dettero il loro significativo contributo.

### La nave

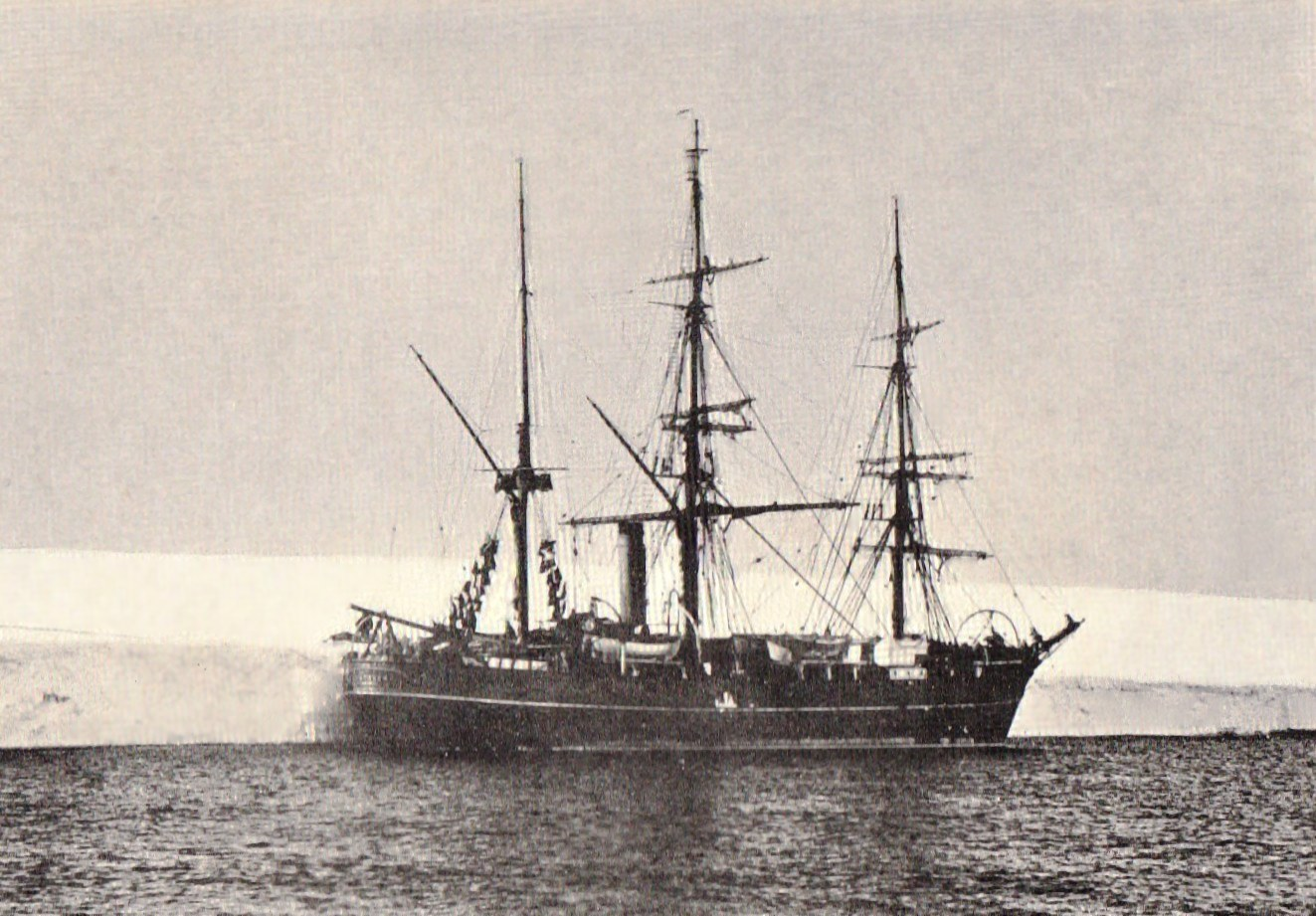
Il Discovery

La nave venne costruita dai cantieri di Dundee e progettata specificatamente come vascello di ricerca adatto ai mari antartici. Fu una delle ultime navi di legno a tre alberi costruite nel Regno Unito. I costi di costruzione furono di 34 050 £(2,7 milioni di sterline del 2009) più 10 322 £(£830 000 £) per i motori) per un costo complessivo dopo tutte le modifiche ed adattamenti di 51 000 £(4,1 milioni £). Il nome scelto, Discovery (scoperta), aveva diversi richiami storici. Il più recente era un tributo una delle navi utilizzate per la spedizione artica di Nares e certe caratteristiche di questo vascello vennero incorporate nella nuova Discovery. La nave venne varata il 21 marzo 1901 dalla signora Markham come SS Discovery (RRS - Royal Research Ship verrà introdotto soltanto negli anni venti).
Dato che non era una nave della Royal Navy, l'Ammiragliato non ne consentì la navigazione sotto la White Ensign. Navigando in base al Merchant Shipping Act con le insegne della RGS, la Blue Ensign ed il guidone del Royal Harwich Yacht Club.

### Obiettivi
La spedizione Discovery, come quelle di Ross e di Borchgrevink, aveva come scopo l'esplorazione dell'area intorno al mare di Ross. Vennero prese in considerazione anche altre aree da esplorare, ma alla fine vinse il principio che «per arrivare allo sconosciuto bisogna partire dal conosciuto». I due principali obiettivi della missione vennero sintetizzati dalla commissione congiunta nelle "istruzioni al Comandante": «determinare, per quanto possibile, la natura, le condizioni e la portata della porzione di terre polari incluse nello scopo della vostra missione» e «effettuare rilevazioni magnetiche nelle regioni a sud del quarantesimo parallelo ed effettuare osservazioni e ricerche meteorologiche, oceanografiche, geologiche, biologiche e fisiche». Le istruzioni si concludevano con un «nessuno di questi obiettivi dovrà essere sacrificato in favore di altri».
Le istruzioni riguardanti gli obiettivi geografici erano più specifiche: «i principali punti di interesse geografico sono [..] l'esplorazione della barriera di Ross alla sua estremità orientale; la scoperta di terraferma che si presume esistere nel lato orientale della barriera, o accertare la sua non esistenza [..] Se si dovesse trascorre l'inverno sui ghiacci, i vostri sforzi riguardo all'esplorazione geografica dovranno essere diretti verso [..] le Western Mountains, l'esplorazione della regione meridionale e l'esplorazione della regione vulcanica».

## La spedizione

### Primo anno

#### Verso l'Antartide
La Discovery lascia le acque britanniche il 6 agosto 1901 ed arriva in Nuova Zelanda, via Città del Capo il 29 novembre dopo una deviazione sotto i 40°S per osservazioni magnetiche. Dopo tre settimane per gli ultimi preparazioni la nave è finalmente pronta per il suo viaggio verso sud. Il 21 dicembre, mentre la nave lascia la baia di Lyttelton tra la folla festante, un giovane marinaio scelto, Charles Bonne muore a seguito di una caduta dalla cima dell'albero maestro dove era salito per rispondere agli applausi. Verrà sepolto a Port Chalmers due giorni dopo.
La Discovery fa subito rotta verso sud, raggiungendo capo Adare il 9 gennaio 1902. Dopo una breve sosta per esaminare quello che resta del capo base di Borchgrevink la nave prosegue verso sud lungo la costa della terra della regina Victoria. Nel canale McMurdo fa rotta verso est, toccando di nuovo terra a capo Crozier sull'isola di Ross dove viene lasciato un messaggio ad uso di future missioni di rifornimento. La nave fa ora rotta lungo la barriera sino a raggiungerne l'estremità orientale il 30 gennaio. La costa prevista da Ross viene effettivamente avvistata e chiamata terra di re Edward VII.
Il 4 febbraio Scott dà ordine di attraccare lungo la barriera e di preparare un pallone osservativo per una ricognizione aerea. Scott sale personalmente a bordo e raggiunge rapidamente i 600 piedi (183 m). Shackleton prende parte ad una seconda ascensione ed anche lui riesce a vedere soltanto la superficie apparentemente senza fine della barriera. Wilson commenta privatamente i voli come una "totale follia".

#### Winter Quarters Bay
La Discovery fa rotta verso ovest, alla ricerca di un luogo dove approntare il rifugio invernale. L'8 febbraio raggiunge il canale McMurdo e successivamente getta l'ancora in una zona successivamente chiamata Winter Quarters Bay. Wilson scrive: «eravamo tutti consapevoli della fortuna di aver trovato un rifugio invernale come questo, sicuro per la nave con un riparo sicuro dalla pressione del ghiaccio». Stoker Lashly, invece, scrive che l'area sembra un "posto tetro". I lavori procedono celermente con la costruzione del rifugio della spedizione sulla penisola rocciosa di Hut Point. Scott ha deciso che l'equipaggio deve continuare a vivere ed a lavorare a bordo della nave e permette che la Discovery venga bloccata dal mare ghiacciato lasciando che il rifugio a terra venga utilizzato come magazzino e riparo.
Dell'intero equipaggio, nessuno era uno sciatore esperto e solo Bernacchi e Armitage avevano qualche esperienza di cani da slitta. Il risultato fu che i primi tentativi degli uomini di padroneggiare queste due tecniche non furono incoraggianti e contribuirono ad instaurare in Scott la preferenza per slitte spinte a mano. I pericoli di un ambiente sconosciuto si manifestarono quando l'11 marzo un gruppo di ritorno da capo Crozier si trovò a dover attraversare un pendio scosceso durante un blizzard. Nel tentativo di trovare un riparo sicuro uno di loro, il marinaio scelto George Vince scivolò dal bordo di una rupe rimanendo ucciso. Il suo corpo non venne mai ritrovato ed una croce con una semplice iscrizione, eretta in sua memoria, si trova ancora alla sommità del promontorio di Hut Point.
Durante i mesi invernali da maggio ad agosto gli scienziati furono impegnati nelle loro ricerche, mentre gli altri uomini preparano gli equipaggiamenti e le provviste per le operazioni della stagione successiva. Per rilassarsi erano organizzati spettacoli teatrali amatoriali ed attività educative svolte sotto forma di lezioni di livello universitario. Un giornale, il South Polar Times venne edito da Shackelton. Le attività esterne non cessarono del tutto, si svolsero partite di calcio sul ghiaccio e vennero svolte le programmate osservazioni magnetiche e meteorologiche. Alla fine dell'inverno ripresero gli addestramenti all'uso della slitta per preparare la spedizione verso sud che sarebbe stata effettuata da Scott, Wilson e Shackleton. Nel frattempo un gruppo sotto il comando di Royds partito per raggiungere capo Crozier e lasciarvi un messaggio scopre una colonia di pinguini imperatore. Un altro gruppo guidato da Armitage concentrò gli sforzi sull'esplorazione delle Western Mountains, tornando alla base in ottobre con i primi sintomi di scorbuto della spedizione. Armitage successivamente sarà contrariato dalle "obiezioni sentimentali" di Scott nell'uccidere gli animali per ottenere carne fresca. La dieta dell'intera spedizione viene così rapidamente rivista, riuscendo a contenere i danni delle riserve di Scott.

#### Spedizione a sud
Scott, Wilson e Shackleton lasciano il campo base il 2 novembre 1902 con cani e gruppi di supporto. Il loro obiettivo è di «andare più a sud possibile in linea retta rispetto alla barriera, raggiungere se possibile il Polo o scoprire nuovi territori». Il primo significativo risultato viene raggiunto il 1º novembre quando un gruppo di supporto supera il Farthest South stabilito da Borchgrevink a 78°50', tuttavia la scarsa esperienza nell'utilizzo dei cani diviene presto evidente ed i progressi si fanno scarsi. Dopo il ritorno dei gruppi di supporto, il 15 novembre gli uomini di Scott devono proseguire da soli trasportando le provviste in un modo particolarmente inefficiente: trasportano inizialmente metà del carico per poi tornare indietro a prendere l'altra metà finendo così per percorrere tre chilometri per ogni chilometro di progresso. Le provviste per i cani sono state calcolate male e gli animali sono sempre più deboli. Wilson è costretto ad uccidere i più deboli per dar da mangiare agli altri. Anche gli uomini sono in pessime condizioni, colpiti da cecità da neve, congelamenti ed un principio di scorbuto. Continuano tuttavia ad avanzare seguendo la linea tracciata dalle montagne che vedono più ad ovest. Il Natale 1902 è celebrato con doppie razioni ed un Christmas pudding conservato da Shackleton per l'occasione e nascosto tra i suoi calzini. Il 30 dicembre, senza aver abbandonato la Barriera ed dopo aver lasciato il debilitato Shackleton indietro con il grosso dei rifornimenti Scott e Wilson stabiliscono un nuovo Furthest South a 82°17'S.
I problemi si fanno più intensi nel viaggio di ritorno: dopo la morte dei cani rimanenti, Shackleton collassa per lo scorbuto, Wilson scrive nel suo diario del 14 gennaio 1903: «eravamo tutti stanchi: sintomo dello scorbuto». Scott e Wilson continuano a lottare, mentre Shackleton, incapace di tirar la slitta cammina loro vicino e viene talvolta caricato sulla slitta. Il gruppo riesce a raggiungere la nave il 3 febbraio 1903 dopo aver percorso 960 miglia (1 545 km) deviazioni incluse in 93 giorni ad una media giornaliera di poco sopra i 10 miglia (16 km).

### L'arrivo dei rifornimenti
Durante l'assenza di Scott, la SY Morning raggiunge Hut Point portando con sé provviste fresche. Secondo i piani, la Discovery si sarebbe dovuta liberare dai ghiacci ad inizio 1903 consentendo a Scott di effettuare ulteriori esplorazioni via mare prima del nuovo inverno per far ritorno in Nuova Zelanda nei mesi di marzo o aprile e poi di nuovo in Inghilterra via oceano Pacifico continuando durante la rotta ad effettuare osservazioni magnetiche; compito della Morning era di assistere Scott durante queste operazioni.
Il piano venne però abbandonato, dato che la Discovery rimase bloccata nella banchisa. Markham lo aveva previsto e William Colbeck, capitano della Morning portava con sé una lettera indirizzata a Scott che lo autorizzava ad un altro anno sul continente. Scelta inevitabile, la nave rifornimento permette ad alcuni membri della spedizione di far ritorno a casa. Tra questi un recalcitrante Shackleton che secondo Scott «non deve rischiare ulteriormente dato il suo attuale stato di salute». Da questo episodio, o da una lite durante la spedizione verso sud che avrebbe provocato un acceso scambio di battute, prendono spunto diversi racconti riguardanti una rivalità tra Shackleton e Scott. Alcuni dettagli vengono forniti da Armitage, la cui relazione con Scott era degenerata e che, dopo la morte di Scott, Wilson e Shackleton decise di rivelare dettagli che presentavano Scott in una cattiva luce. Altre fonti dicono invece che Scott e Shackleton rimasero in buoni rapporti almeno per un altro po'; con uno Shackleton che incontra i membri della spedizione al loro ritorno in Inghilterra nel 1904 e che intrattiene una cordiale corrispondenza con Scott.

### Secondo anno

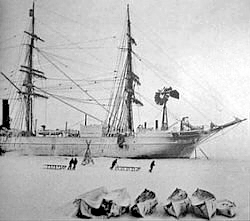
La nave Discovery.

Dopo l'inverno 1903, Scott organizza la seconda principale esplorazione della missione: la scalata delle Western Mountains e l'esplorazione dell'interno della terra della regina Victoria. La missione esplorativa dell'anno precedente guidata da Armitage ha trovato una via per salire sino a 8 900 piedi (2 713 m) prima di fare ritorno, ma Scott spera di far di meglio e di raggiungere possibilmente il Polo Sud Magnetico. Dopo una falsa partenza causata da problemi alle slitte, il gruppo composto da Scott, Lashly ed Edgar Evans lascia la Discovery il 26 ottobre 1903.
Dopo aver superato un ampio ghiacciaio (a seguito intitolato a Ferrar, geologo della missione), il gruppo raggiunge i 7 000 piedi (2 134 m) prima di esser costretto a restare nelle tende per una settimana di blizzard che impedisce loro di raggiungere la cima del ghiacciaio prima del 13 novembre. Successivamente superano il punto più avanzato raggiunto da Armitage, scoprono il plateau antartico e ne iniziano l'esplorazione. Dopo esser stati lasciati dai gruppi geologico e di supporto, Scott, Lashly ed Evans continuano verso ovest in una pianura ghiacciata sino a raggiungere il 30 novembre il punto più occidentale della missione, avendo perduto però le tavole di navigazione in piena burrasca durante la scalata, non sanno esattamente dove si trovano e non possono individuare punti di riferimento per determinare la propria posizione. Il viaggio di ritorno verso il ghiacciaio Ferrar è svolto in condizioni meteorologiche che non consentono di avanzare per più di un miglio l'ora, la marcia è resa più difficoltosa dall'impossibilità di determinare esattamente la posizione e dalle provviste che si fanno sempre più scarse. Durante la discesa, Scott ed Evans sopravvivono ad una caduta potenzialmente fatale in un crepaccio prima di scoprire un'area priva di ghiacci: un fenomeno molto raro in antartide. Lashly la descrive come «un ottimo posto per far crescere patate». Il gruppo raggiunge la Discovery il 24 dicembre dopo un percorso di oltre 700 miglia (1 127 km) in 59 giorni. La media di 14 miglia (23 km) al giorno ottenuta trascinando a mano le slitte è sensibilmente migliore di quella della stagione precedente, in cui erano stati utilizzati cani da slitta e contribuisce a consolidare le convinzioni di Scott sulla scarsa utilità di questi animali.. Lo storico polare David Crane ha definito la spedizione come «una delle più grandi missioni della storia polare».
Diverse altre spedizioni sono svolte durante l'assenza di Scott. Royds e Bernacchi viaggiano per 31 giorni lungo la Barriera in direzione sud-est, osservandone la morfologia completamente piatta e svolgendo osservazioni magnetiche. Un altro gruppo esplorava un nuovo ghiacciaio (successivamente intitolato a Koettlitz, medico della spedizione) in direzione sud-ovest. Wilson raggiunge infine capo Crozier per osservar da vicino la colonia di pinguini imperatore.

### Seconda missione di rifornimento
Scott sperava di trovare la Discovery libera dai ghiacci al suo ritorno, ma rimase deluso. Gli uomini manovravano faticosamente grosse seghe da ghiaccio, ma dopo 12 giorni erano riusciti ad ottenere solo due tagli paralleli di 450 piedi (137 m) e la nave si trovava ad ancora 20 miglia (32 km) dal mare aperto. Il 5 gennaio 1904 la nave di rifornimento Morning raggiunge gli uomini di Scott assieme ad una seconda imbarcazione, la Terra Nova. Colbeck portava con sé precise istruzioni dell'Ammiragliato: se non si fosse riusciti a liberare la Discovery entro una certa data essa doveva essere abbandonata e gli uomini riportati a casa utilizzando le altre due imbarcazioni presenti. Questo ultimatum era conseguenza della necessità di Markham di far ricorso a fondi governativi supplementari per finanziare questa seconda missione di rifornimento dato che le casse della spedizione erano vuote. L'Ammiragliato acconsentì il finanziamento, ma pretese precise condizioni. I tre capitani concordarono la scadenza del 25 febbraio e si scatenò una corsa contro il tempo per liberare la Discovery entro tale data. Per precauzione Scott iniziò il trasferimento dei campioni scientifici raccolti sulle altre due navi. Per cercare di rompere il ghiaccio vennero utilizzati esplosivi e continuò il lavoro degli uomini con le seghe, ma a fine gennaio mancavano ancora circa 2 miglia (3 km) per liberare la nave. Il 10 febbraio Scott si convinse che avrebbe dovuto abbandonare la nave, ma inaspettatamente il 14 febbraio la maggior parte del ghiaccio si ruppe improvvisamente e la Morning e la Terra Nova riuscirono a navigare sino a fianco della Discovery. Il 16 febbraio un'ultima carica di esplosivo liberò la nave dal ghiaccio residuo ed il giorno seguente, dopo un ultimo spavento quando la nave rimase bloccata in una secca, la Discovery iniziò il suo viaggio di ritorno verso la Nuova Zelanda.

## Il ritorno
Al suo ritorno nel Regno Unito, inizialmente la spedizione venne accolta freddamente. Markham era presente al momento dell'arrivo della Discovery a Portsmouth il 10 settembre 1904, ma nessun alto esponente prese parte ai festeggiamenti in onore dell'equipaggio, che si tennero a Londra pochi giorni dopo. Tuttavia l'opinione pubblica era entusiasta della missione, ed i riconoscimenti ufficiali non si fecero attendere. Scott venne velocemente promosso a capitano ed invitato al castello di Balmoral per incontrare re Edoardo VII, che lo insignì dell'Ordine Reale Vittoriano. Scott ricevette riconoscimenti anche da altri paesi, come la Légion d'honneur francese. Agli altri ufficiali ed ai membri dell'equipaggio in generale vennero corrisposte promozioni e furono insigniti della medaglia polare.
I maggiori risultati geografici della spedizione furono la scoperta della Terra di re Edward VII, la scalata delle Western Mountains, l'individuazione dell'Altopiano Antartico (inclusa la sua prima esplorazione in slitta) e la marcia lungo la Barriera sino al nuovo Furthest South di 82°17'S. L'isola di Ross venne determinata come tale ed i Monti Transantartici cartografati a 83°S; venne inoltre determinata la posizione e l'altitudine di oltre 200 montagne. Diversi altri siti vennero identificati ed intitolati, in particolar modo lungo la costa.
Anche nel campo della scienza le scoperte furono di rilievo. Oltre alla localizzazione di un'area priva di neve nelle Western Mountains, venne individuata una colonia di pinguini imperatore a capo Crozier e la Barriera venne riconosciuta come banchisa galleggiante. Una foglia fossile scoperta da Ferrar mise in relazione l'Antartide con l'antico supercontinente Gondwana. Vennero raccolti migliaia di campioni geologici e biologici e classificate diverse nuove specie marine. Le coordinate del Polo Sud magnetico furono calcolate con ragionevole accuratezza.
L'approvazione generale dei risultati scientifici ottenuti venne dal capo del servizio idrografico della marina (nonché ex-rivale di Scott) William Wharton. Tuttavia, quando i dati meteorologici furono pubblicati la loro accuratezza venne messa in discussione di diversi membri della comunità scientifica, incluso il presidente della Physical Society of London, Charles Chree. Scott difese pubblicamente il lavoro dei suoi uomini, anche se privatamente definì il lavoro di Royds «terribilmente trasandato».
L'incapacità di evitare l'insorgenza dello scorbuto è da attribuirsi all'ignoranza medica dell'epoca sulle cause della malattia, più che ad un errore specifico della spedizione. Se era risaputo che una dieta a base di carne fresca poteva curare la malattia, non era accertato che una sua assenza ne fosse la causa. Tuttavia carne fresca di foca faceva parte delle razione del gruppo meridionale «del caso dovessimo essere colpiti da scorbuto». Grazie ai dati raccolti da Scott, Shackelton curò particolarmente la dieta per la spedizione Nimrod 1907–09, includendovi razioni supplementari di carne di pinguino e di foca. Nonostante questo, Edward Evans morì quasi di scorbuto durante la spedizione Terra Nova del 1910–13 e lo scorbuto colpì particolarmente il gruppo del mare di Ross durante la spedizione Endurance del 1915–16. La malattia restò dunque un flagello delle spedizioni antartiche sino alla definitiva scoperta delle sue cause, 25 anni dopo il ritorno della Discovery.

## Gli anni successivi
Scott si prese un periodo di riposo dalla NAvy per scrivere il resoconto ufficiale della spedizione The Voyage of the Discovery che, pubblicato nel 1905, ebbe buone vendite. Il racconto che Scott fa del malore di Shackleton durante la spedizione a sud creò un forte malumore tra i due, in particolare Shackleton contestò a Scott il racconto della portata del suo collasso con la conseguente addossamento allo stesso Shackleton dello "scarso" nuovo Furthest South raggiunto
Negli anni seguenti Scott tornò alla sua carriera nella Royal Navy. Prima come assistente del direttore della Naval Intelligence e poi, nell'agosto 1906 come flag captain del contrammiraglio George Egerton sulla HMS Victorious. Nonostante la sua avversione per la celebrità, Scott era diventato un eroe nazionale e la spedizione Discovery era considerata da tutti un trionfo. L'euforia non è condivisibile da un'analisi oggettiva che ne mette in luce i punti di forza e di debolezza. In particolare la fiducia di Scott nelle slitte a trazione umana come intrinsecamente più nobile ed efficiente di altre tecniche di spostamento nelle regioni antartiche portò ad una generale sfiducia negli sci e nei cani da slitta che si ripercuoterà anche nelle spedizioni degli anni successivi a prescindere dalle opinioni di altri esploratori polari altrettanto se non più titolati, come Fridtjof Nansen, la cui consulenza era solitamente richiesta, ma spesso non considerata.
La spedizione Discovery fu il trampolino di lancio per molti esploratori che tornarono in Antartide, talvolta a capo di spedizioni autonome, nei successivi quindi anni. Oltre a Scott e Shackleton, Frank Wild e Ernest Joyce, pur ufficiali inferiori, tornarono rapidamente tra i ghiacci, apparentemente incapaci di vivere una vita normale. William Lashly and Edgar Evans che accompagnarono Scott nella spedizione occidentale del 1903, seguono il loro comandante nelle future avventure diventandone fedeli compagni di esplorazioni. Tom Crean seguì sia Scott che Shackleton nelle spedizioni degli anni seguenti. Edward Evans, primo ufficiale della nave di rifornimento SY Morning, organizzò una spedizioni antartica autonoma, prima di decidere di unirsi alla spedizione Terra Nova di Scott del 1910.
Poco dopo il ritorno nella Royal Navy, Scott annuncia alla Royal Geographical Society l'intenzione di tornare in Antartide, ma i suoi progetti rimangono per il momento segreti. Scott fu preceduto da Shackleton che nel 1907 annunciò l'intenzione di guidare una spedizione in Antartide con l'obiettivo di raggiungere il Polo Sud Geografico e Magnetico. Messo sotto pressione, Shackleton si impegna a non operare nel canale McMurdo che Scott considera come di sua esclusiva competenza. Giunto in Antartide ed incapace a trovare un approdo sicuro, Shackleton è poi costretto a rompere la promessa; la sua missione è un generale successo: stabilisce un nuovo Furtherst South a 88°23', meno di 100 miglia geografiche dal Polo ed il suo gruppo settentrionale raggiunge il Polo Sud Magnetico. Tuttavia il mancato rispetto della parola data da parte di Shackleton compromette ulteriormente i rapporti tra l'esploratore e Scott che lo respinge come un bugiardo ed un ladro.
Ansioso di smentire il dilettantismo spesso associato alla spedizione Discovery e di avere una rivincita su Shackleton, Scott organizza una spedizione scientifica e geografica su vasta scala. Edward Wilson è a capo del team scientifico ed incaricato di ingaggiare un gruppo di scienziati capaci. La spedizione Terra Nova ha inizio nel giugno 1910 a bordo della Terra Nova, una delle navi di rifornimento della Discovery. I programmi di Scott vengono disturbati dall'improvviso arrivo in Antartide di Roald Amundsen che con la sua spedizione raggiunge il Polo il 15 dicembre 1911. Scott e quattro compagni, incluso Wilson, raggiungeranno la mèta soltanto il 17 gennaio 1912: tutti e cinque moriranno nel viaggio di ritorno.